# Dallas Mavericks 2000-2001
La stagione 2000-2001 dei Dallas Mavericks fu la 21ª nella NBA per la franchigia.
I Dallas Mavericks arrivarono secondi nella Midwest Division della Western Conference con un record di 53-29. Nei play-off vinsero il primo turno con gli Utah Jazz (3-2), perdendo poi la semifinale di conference con i San Antonio Spurs (4-1).

## Risultati
| Squadra                | V  | P  | %    | GB |
| ---------------------- | -- | -- | ---- | -- |
| San Antonio Spurs      | 58 | 24 | 70,7 | -  |
| Dallas Mavericks       | 53 | 29 | 64,6 | 5  |
| Utah Jazz              | 53 | 29 | 64,6 | 5  |
| Minnesota Timberwolves | 47 | 35 | 57,3 | 11 |
| Houston Rockets        | 45 | 37 | 54,9 | 13 |
| Denver Nuggets         | 40 | 42 | 48,8 | 18 |
| Vancouver Grizzlies    | 23 | 59 | 28,0 | 35 |

## Roster
| N° | Naz.                   | Ruolo | Sportivo           | Anno | Alt. | Peso |
| -- | ---------------------- | ----- | ------------------ | ---- | ---- | ---- |
| 1  | Stati Uniti (bandiera) | A     | Donnell Harvey     | 1980 | 203  | 100  |
| 2  | Stati Uniti (bandiera) | AC    | Mark Bryant        | 1965 | 206  | 111  |
| 3  | Stati Uniti (bandiera) | G     | Vernon Maxwell     | 1965 | 193  | 82   |
| 4  | Stati Uniti (bandiera) | GA    | Michael Finley     | 1973 | 201  | 98   |
| 5  | Stati Uniti (bandiera) | A     | Juwan Howard       | 1973 | 206  | 109  |
| 8  | Stati Uniti (bandiera) | G     | Courtney Alexander | 1977 | 196  | 93   |
| 9  | Stati Uniti (bandiera) | G     | Howard Eisley      | 1972 | 188  | 80   |
| 13 | Canada (bandiera)      | G     | Steve Nash         | 1974 | 191  | 88   |
| 14 | Messico (bandiera)     | A     | Eduardo Nájera     | 1976 | 203  | 109  |
| 16 | Cina (bandiera)        | C     | Wang Zhizhi        | 1977 | 213  | 116  |
| 21 | Stati Uniti (bandiera) | G     | Greg Buckner       | 1976 | 193  | 95   |
| 24 | Stati Uniti (bandiera) | G     | Hubert Davis       | 1970 | 196  | 83   |
| 31 | Stati Uniti (bandiera) | A     | Bill Curley        | 1972 | 206  | 100  |
| 32 | Stati Uniti (bandiera) | AC    | Christian Laettner | 1969 | 211  | 107  |
| 33 | Stati Uniti (bandiera) | A     | Gary Trent         | 1974 | 203  | 113  |
| 35 | Stati Uniti (bandiera) | A     | Loy Vaught         | 1968 | 206  | 104  |
| 41 | Germania (bandiera)    | A     | Dirk Nowitzki      | 1978 | 213  | 108  |
| 44 | Stati Uniti (bandiera) | C     | Shawn Bradley      | 1972 | 229  | 107  |
| 52 | Stati Uniti (bandiera) | C     | Calvin Booth       | 1976 | 211  | 104  |
| 54 | Nigeria (bandiera)     | AC    | Obinna Ekezie      | 1975 | 206  | 122  |

## Staff tecnico
- Allenatore: Don Nelson
- Vice-allenatori: Donn Nelson, Charlie Parker, Del Harris, Sidney Moncrief, Rolando Blackman
- Vice-allenatore per lo sviluppo dei giocatori: Brad Davis
- Preparatore atletico: Roger Hinds
- Assistente preparatore: Steve Smith
- Preparatore fisico: Brett Brundgardt